# جسر موسى
جسر الخندق (بالهولندية: Loopgraafbrug) والمعروف أيضًا «بجسر موسى» يقع في هولندا، حيث يذكرنا بمعجزة انشقاق البحر بعصا النبي موسى . يقع هذا الجسر بجانب حصن أثري قديم، اسمه (بالهولندية: Fort De Roovere)، ويعود تاريخه إلى القرن السابع عشر الميلادي. وقد صُمم خصيصًا بطريقة شبه خفيّة فلا يكاد يُرى عن بُعد، حتى يُوفّر لزوّار الحصن ممر مُشاة يتلائم مع الأجواء القديمة المُحيطة بالمكان. قام بتصميم وبناء هذا الجسر مجموعة «Ro & Ad المعماريّة»، وقد استخدموا خشب الأكويا الصلب والمُعدّل بتكنولوجيا حديثة ليُقاوم البكتيريا والفطريات لبنائه وبالتالي يمكنه أن يتحمّل الماء لفترةٍ طويلة. في عام 2011 تمّ ترشيح الجسر لجائزة «التصميم الهولندي».

## معرض الصور

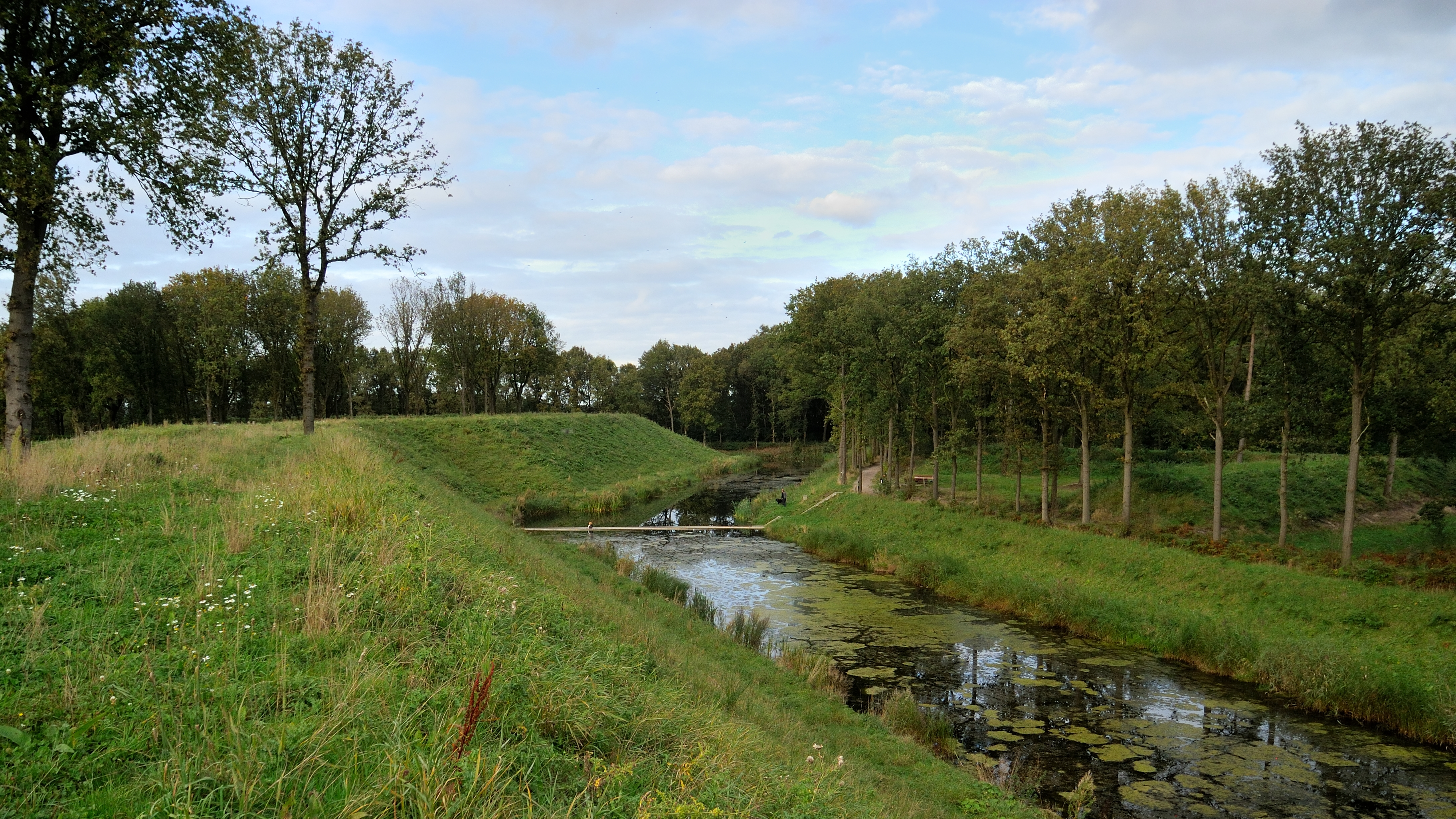
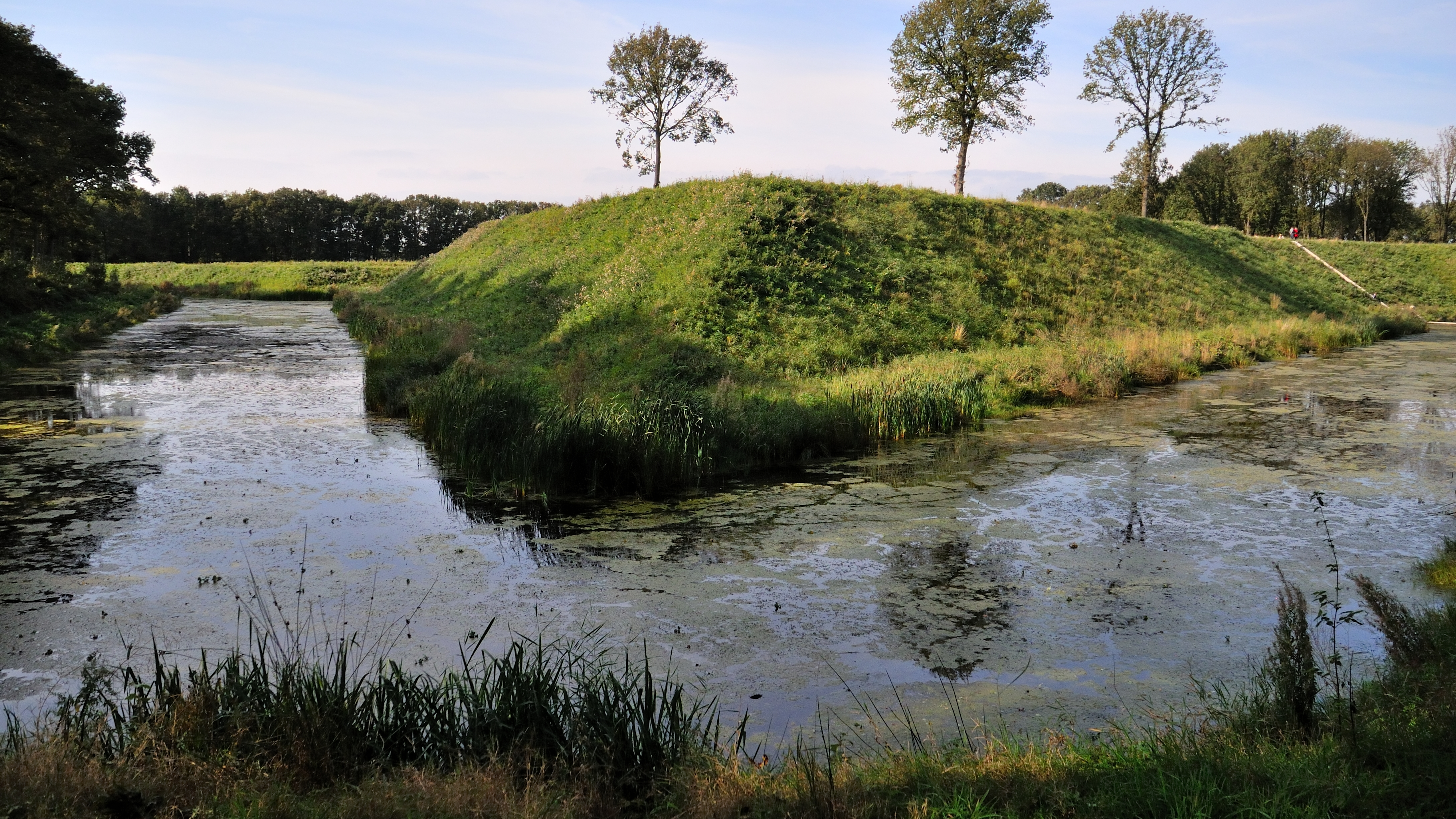

## وصلات خارجية
- "جسر الخندق يفوز بجائزة" على يوتيوب. (بالهولندية)